# I легион на Освободителя Макриан
I легион на Освободителя Макриан (legio I Macriana Liberatrix) е легион на римската войска, който съществува за малко време през 68 г. Носи името на основателя му и означава „Освободителя на Мацер“ (Macer).
През 68 г. управителят на Африка, Луций Клодий Мацер (Lucius Clodius Macer), съставя този легион, за да го ползва заедно с III Августов легион в борба против владеля тиран Нерон. Няма сведения войниците да са участвали в боеве, защото малко след съставянето му, Нерон се самоубива. Следващият император Галба се страхува, че Мацер може да се разбунтува и против него и заповядва на прокуратор Требоний Гаруциан да го убие, а легионът е разпуснат през 69 г. Емблемата му не е известна.